# باسكال فونتينو
باسكال فونتينو (بالإنجليزية: Pascale Fonteneau)‏ (وُلدت عام 1963)، صحافية وروائية وُلدت في فرنسا وتعيش في بلجيكا. هي ابنة لأب فرنسي وأم ألمانية، ولدت في فوجير في برطانية، وتلقت تعليمها في جامعة بروكسل الحرة وتعيش في بروكسل.
كانت واحدةً من الأعضاء المؤسسين لدار الأدب العالمي باسا بورتا في بروكسل. تم توظفت في تنظيم العديد من المهرجانات وإدارة المشاريع الثقافية. كانت باسكال واحدةً من أوائل الكاتبات اللواتي تم تضمينهن في سلسلة قصص الجريمة الخيالية "Série noire".

## أعمال مختارة

### روايات
- Confidences sur l’escalier Série noire (1992)، كما تُرجمت إلى اليابانية والسويديَّة
- États de lame Série noire (1993)
- Les Fils perdus de Sylvie Derjike Série noire (1995)، كما تُرجمت إلى الألمانيَّة
- Otto (1997)
- La Puissance du désordre (1997)
- La Vanité des pions Série noire (2000)
- TGV, Le Grand Miroir (2003)
- Crois-moi (2005)
- Jour de gloire (2006)
- Contretemps (2005)
- 1275 ares (2008)
- Propriétés privées (2010)
- L’affaire Verschuren (2019)[2]

### مجموعات قصصية قصيرة
- Curieux sentiments (2000)
- Du debut à la fin (2002)
- De long en large (2006)[2]